# Załęskie Piaski
Załęskie Piaski, dodatkowa nazwa w języku kaszubskim Zôłãsczé Piôsczi – część wsi kaszubskiej Załęże w Polsce, położona w województwie pomorskim, w powiecie kartuskim, w gminie Przodkowo, na obszarze Pojezierza Kaszubskiego.
Dawne wybudowania pod Kawlami, nie mają historycznych zaświadczeń. Są osadą młodą, której nazwa, wg słów językoznawcy Edwarda Brezy, sama się tłumaczy od rzeczownika piasek.
W latach 1975–1998 Załęskie Piaski administracyjnie należały do województwa gdańskiego.